# Kallaste

Bandeira de Kallaste

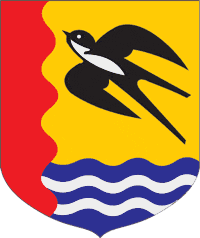
Brasão de armas de Kallaste

Kallaste é uma cidade e município em Tartumaa, na Estónia. Está localizado na costa ocidental do Lago Peipus. Maioria da sua população são Russos, 15% são Estonianos.

## História
Kallaste foi fundada no século XVIII como uma vila Velhos Crentes Russos. Ela se tornou um pequeno burgo ("alevik") em 1921 e uma cidade no dia 1 de maio de 1938.

## Geografia
Kallaste tem uma área de 1,9 km² (0,7 milhas quadradas). População de 1 256 habitantes (censo de 2002). Assim, a sua densidade demográfica é de 660 habitantes/km². Coordenadas: 58°40' N 27°10' E